# 대구도남초등학교
대구도남초등학교는 대한민국 대구광역시 북구 국우동에 있는 공립 초등학교이다.

## 연 혁
- 1949년 9월 2일 칠곡군 도남공립국민학교 개교(설립인가 8월 20일)
- 1981년 7월 1일 대구직할시로 편입(대구도남국민학교)
- 1996년 3월 1일 대구도남초등학교로 교명 변경
- 2000년 2월 11일 학교 이전(국우동 90-5번지 → 국우동 1110-2)
- 2007년 10월 28일 도남 '꿈자람터' 도서관 개관
- 2009년 4월 1일 영어체험학습실 설치
- 2009년 5월 10일 학교홍보코너(15개소) 설치
- 2009년 6월 20일 최신 컴퓨터실 설치
- 2009년 9월 1일 최신 방송실 설치
- 2010년 4월 12일 돌봄교실(본관) 1실 설치
- 2011년 4월 29일 방과 후 학교 교실 5실, 다목적 교실 1실 조성
- 2011년 4월 29일 현대화 식당 공사 완공
- 2011년 9월 2일 시각 장애학생용 진입로 설치
- 2011년 11월 25일 병설유치원 최신식 현대화 놀이시설 설치
- 2012년 1월 15일 본관주차장 현대화공사 완공
- 2012년 2월 10일 현대화 체육시설 및 놀이시설 완공
- 2012년 6월 30일 최신 컴퓨터실 설치
- 2012년 8월 1일 장애학생용 화장실 설치
- 2013년 3월 4일 학생안전보호실 설치 운영 학생상담실 설치 운영
- 2016년 9월 1일 제24대 정화련 교장 부임
- 2017년 2월 14일 제63회 졸업(남57명, 여38명, 계95명) 총 3,401명 졸업.
- 2017년 3월 1일 25학급 편성(특수 2학급), 유치원 2학급(종일반 2학급)
- 2017년 9월 18일 다목적 강당 도남 '한울관' 준공
- 2018년 2월 9일 제64회 졸업식(남41명,여38명,계79명 총졸업생수 3,480명)
- 2018년 3월 1일 24학급 편성(특수 2학급), 유치원 2학급(종일반 2학급)

## 학교 상징
- 교화 - 장미 : 장미의 붉은 꽃잎은 강직한 마음과 단결을 통하여 곧은 정신, 밝은 세상을 만든다는 가르침을 준다.
- 교목 - 은행나무 : 잎과 씨앗은 약재로, 나무는 가구재료로 쓰여 국가의 발전을 위해 쓸모있는 사람이 되라는 교훈을 준다.

## 참고 자료
- 대구도남초등학교 - 한국교육학술정보원 학교알리미